# Laonice appelloefi
Laonice appelloefi är en ringmaskart som beskrevs av Söderström 1920. Laonice appelloefi ingår i släktet Laonice och familjen Spionidae. Arten är reproducerande i Sverige. Inga underarter finns listade i Catalogue of Life.